# Ole Edvart Rølvaag

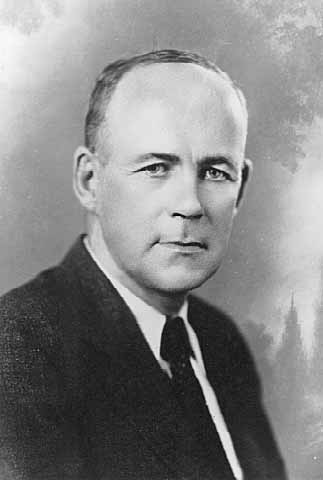
Ole Edvart Rølvaag

Ole Edvart Rølvaag (Ole Edvart Rølvåg, * 22. April 1876 in Dønna; † 5. November 1931 in Northfield) war ein norwegisch-amerikanischer Schriftsteller.
Rølvaag entstammte einer Fischer- und Seefahrerfamilie und arbeitete selbst als Fischer, bevor er 1896 in die USA übersiedelte, wo er auf der Farm eines Onkels in Elk Point lebte. Er besuchte dort das Augustana College und ab 1901 das St. Olaf's College, wo er 1905 den Grad eines Bachelor erlangte. Danach studierte er ein Jahr an der Universität Oslo.

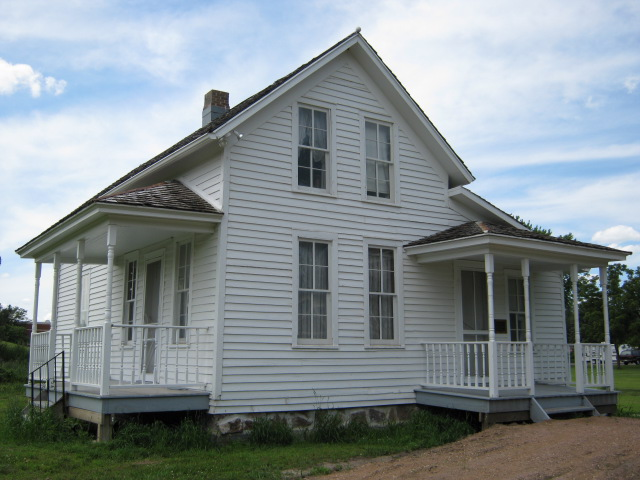
Das Berdahl-Rølvaag-Haus (Südostansicht) in Sioux Falls (South Dakota). Eines der ehemaligen Wohnhäuser Rølvaags, in dem er u. a. Giants in the Earth verfasste.

Nach seiner Rückkehr in die USA unterrichtete er norwegische Sprache und Literatur am St. Olaf's College. 1908 wurde er amerikanischer Staatsbürger. 1912 erschien sein erstes Buch in norwegischer Sprache Amerika-Breve (Briefe aus Amerika). 1924 und 1925 erschienen die Romane I de dage und Riket gundlæges über den norwegischen Immigranten Per Hansa. Seine Übersetzung beider Werke ins Englische wurde 1927 unter dem Titel Giants in the Earth veröffentlicht.
Giants in the Earth wurde in der Bearbeitung von Arnold Sundgaard 1951 von Douglas Moore vertont. Das Werk war zugleich der erste Band einer groß angelegten Trilogie über das Leben norwegischer Pioniere im Nordwesten der USA. Der zweite Band Peder Victorius erschien 1929, der dritte Their Father's God 1931.
Sein Sohn war der Gouverneur von Minnesota Karl Rolvaag.

## Werke
- Amerika-Breve. (Letters from America), 1912
- På Glente Veie. (On Forgotten Paths), 1914
- To Tullinger. (Two Fools), 1920 (1930 unter dem Titel Pure Gold)
- Laengselens Boat. 1921 (1933 unter dem Titel The Boat of Longing)
- I de dage. 1924
- Riket gundlæges. 1925
- Giants in the Earth. 1927
- Peder Victorious. 1929
- Their Fathers' God. 1931